# 阿伦斯德列多
阿伦斯德列多，是西班牙阿拉贡自治区特鲁埃尔省的一个市镇。总面积34平方公里，总人口232人（2001年），人口密度7人/平方公里。